# Nemoj bar ti
Nemoj bar ti är Marta Savićs fjärde album, utgivet år 1994 med bandet Južni Vetar.

## Låtlista
1. Ti si istina moje mladosti (Du är sanningen om min ungdom)
2. Nemoj bar ti (Har du minst?)
3. Otvori oči (Öppna ögonen)
4. Tako mi trebaš (Därför behöver vi)
5. Kao cigareta (Vilken cigarett)
6. Zašto drugom širim ruke (Varför annars sprida mina armar)
7. Držala me tvoja ljubav (Hon höll mig din kärlek)
8. Izgubljena bitka (Förlorade slaget)